# Altare della beata Vergine della Pietà
l'altare della beata Vergine della Pietà si trova sul transetto di sinistra del cattedrale di Sant'Alessandro di Bergamo realizzato su progetto del canonico Marco Alessandri. Per la sua edificazione occorse un quadrilustro.

## Storia
Il transetto di sinistra del duomo di Bergamo fu compiuto nel 1697 accogliendo un primo altare edificato per volontà del vescovo Daniele Giustiniani che lo intitolò a san Lorenzo, suo ascendente. Il quadro collocato raffigurante il santo, era però di dimensioni troppo ridotte rispetto agli spazi, fu quindi rimosso e conservato nella sagrestia. Fu il canonico Sigismondo Tomini nel 1701 a donare la statua lignea della Maria Addolorata, il suo nome è impresso nella parte interna della corona posta sul capo della Vergine, intitolando così l'altare alla Madonna della Pietà.
L'altare fu progettato del canonico Marco Alessandri e approvato nel Capitolo della basilica in data 4 dicembre 1706, venendo poi realizzato da Andrea Fantoni.

## Descrizione
L'altare, di notevoli dimensioni e dalla forma concava, è arredato da marmi pregiati: il nero di Orezzo sul fondo fa risaltare i colori del verde di Varallo delle due colonne salomoniche, il marmo Portovenere nelle nicchie, e nelle specchiature il rosso di Francia e il giallo di Verona. Le stereobate realizzate da Andrea Fantoni che raffigurano i sette dolori di Maria: la Fuga in Egitto, la Profezia di Simeone, lo Smarrimento di Gesù fanciullo, la Salita al Calvario, la Crocifissione, la Deposizione dalla Croce, il Seppellimento di Gesù sono considerate, per la loro raffinatezza, tra le opere migliori realizzate dallo scultore.
Due angeli di grandi dimensioni, sempre opera di Andrea Fantoni, sorreggono una corona in metallo dorato realizzata da un orafo milanese nel 1717. Le due grandi statue di Ester e di Giuditta presenti sui tronconi estremi del timpano non vengono considerate lavori fantoniani, sia per la diversità di materiale che per la differente tecnica d'esecuzione, forse lavori di Andrea Ferretti al quale vengono assegnati anche gli angeli posti sopra la nicchia della Madonna. 
La nicchia lignea ricca di intagli dorati ospita la statua della Madonna ed è un'opera di Giovan Battista Caniana realizzata nel 1729; nel medesimo anno l'artista collaborò con la fabbriceria del duomo per la realizzazione delle cantorie.
Nell'ovale presente nella zona inferiore, sotto la nicchia deve è conservata la statua della Madonna è posizionato il quadro raffigurante il santo Giustiniani, a cui era stato dedicato originariamente l'altare, lavoro di Nicola Bambini. L'altare è racchiuso nel transetto delimitato da una balaustra i cui marmi riprendono nei colori quelli dell'altare.